# Les Rêves érotiques de Paula Schultz
Pour plus de détails, voir Fiche technique et Distribution.
Les Rêves érotiques de Paula Schultz (The Wicked Dreams of Paula Schultz) est un film américain réalisé par George Marshall, sorti en 1968.

## Fiche technique
- Titre original : The Wicked Dreams of Paula Schultz
- Titre français : Les Rêves érotiques de Paula Schultz
- Réalisation : George Marshall
- Scénario : Albert Lewin, Ken Englund (en), Burt Styler (en) et Nat Perrin (en)
- Musique : Jimmie Haskell
- Pays de production : États-Unis
- Format : 1,85:1 - Mono
- Genre : comédie
- Durée : 113 minutes
- Date de sortie : 1968

## Distribution
- Elke Sommer : Paula Schultz
- Bob Crane : Bill Mason
- Werner Klemperer : Klaus
- Joey Forman (en) : Herbert Sweeney
- John Banner : Weber
- Leon Askin : Oscar
- Maureen Arthur (en) : Barbara Sweeney
- Robert Carricart : Rocco
- Theodore Marcuse : Owl
- Larry D. Mann : Grossmeyer
- John Myhers (en) : Boss
- Chanin Hale : Hilda
- Barbara Morrison : Klabfus
- Benny Baker : le chauffeur de taxi
- Fritz Feld : Kessel